# Ordina Open 2004
L'Ordina Open 2004 è stato un torneo di tennis giocato sull'erba. È stata la 15ª edizione dell'Ordina Open, che fa parte della categoria International Series nell'ambito dell'ATP Tour 2004, e della Tier III nell'ambito del WTA Tour 2004. Sia il torneo maschile che quello femminile si sono giocati al Autotron park di Rosmalen, vicino 's-Hertogenbosch nei Paesi Bassi, dal 14 al 20 giugno 2004.

## Campioni

### Singolare maschile
Michaël Llodra ha battuto in finale  Guillermo Coria con il punteggio di 6–3, 6–4

### Singolare femminile
Mary Pierce ha battuto in finale  Klára Koukalová con il punteggio di 7–6(6), 6–2

### Doppio maschile
Martin Damm /  Cyril Suk hanno battuto in finale  Lars Burgsmüller /  Jan Vacek con il punteggio di 6–3, 6–7, 6–3

### Doppio femminile
Lisa McShea  /  Milagros Sequera hanno battuto in finale  Jelena Kostanić  /  Claudine Schaul con il punteggio di 7–6(3) 6–3